# Frazier Ridge
Frazier Ridge är en bergstopp i Antarktis. Den ligger i Västantarktis. Chile gör anspråk på området. Toppen på Frazier Ridge är 1 813 meter över havet, eller 3 meter över den omgivande terrängen. Bredden vid basen är 0,20 km.
Terrängen runt Frazier Ridge är huvudsakligen kuperad, men åt sydväst är den platt.  Trakten är obefolkad. Det finns inga samhällen i närheten. 